# 日本基督教団福島教会
日本基督教団福島教会（にほんきりすときょうだんふくしまきょうかい）は、福島県福島市の日本基督教団の教会である。
押川方義と吉田亀太郎が1886年5月23日に伝道を始め、同年5月23日に自由民権運動家の鐸木三郎兵衛が洗礼を受けた。鐸木が営む薬種商伊勢屋の一部を借りて、福島耶蘇教講義所が設けられた。日本基督一致教会に加入し、同年10月より横浜バンドの藤生金六が牧師になる。その後、藤生の後任として綱島佳吉が赴任する。一致・組合教会合同問題で混乱し、3年間牧師が不在であったが、信達教会の和田肇が赴任した。
1897年には組合教会の渡瀬常吉が赴任する。1903年には日本基督教会中村教会より城生安治が赴任し、1943年11月20日死去するまで牧会を続け、教会の基を作り上げる。
1909年12月26日にW・M・ヴォーリズの設計により会堂が建設される。登録有形文化財になるが、2011年3月11日の東日本大震災で損傷し、修復の費用の問題から取り壊された。